# Jörg Fligge
Jörg Rainer Fligge (* 1. Dezember 1940 in Königsberg (Preußen)) ist ein deutscher Historiker und Bibliothekar.

## Leben
Jörg Rainer Fligge wurde als Sohn des Pastors Armin Fligge und seiner Ehefrau Ursula, geb. Schroeter, in Königsberg/Ostpreußen geboren. Nach dem Schulbesuch in Cloppenburg i. O. und Wechsel nach Bremen bestand er 1961 das Abitur am dortigen Alten Gymnasium. Er studierte Geschichte sowie Philosophie und Evangelische Theologie an den Universitäten Münster, Tübingen und Bonn. In Bonn wurde er 1972 mit seiner Dissertation Herzog Albrecht von Preussen und der Osiandrismus: 1522–1568 zum Dr. phil. promoviert. Fligge entschied sich für die wissenschaftliche Bibliothekslaufbahn und war seit 1974 bei der im Aufbau befindlichen Universitätsbibliothek Duisburg in verschiedenen Funktionen tätig. Er engagierte sich stark für die Bauplanung. Das damals aktuelle Thema Berücksichtigung audiovisueller Medien in wissenschaftlichen Bibliotheken führte ihn 1980 zur AV-Kommission des Deutschen Bibliotheksinstitutes Berlin, für die er von 1984–1989 den Vorsitz innehatte.  1983 bewog ihn die Kultur- und Öffentlichkeitsarbeit der Stadtbibliothek Duisburg zu einem Wechsel und legte das Fundament für seine Berufung im Jahr 1990 als Nachfolger von Klaus Bock als Leitender Bibliotheksdirektor der Stadtbibliothek in Lübeck. Er entwarf einen Bibliotheksentwicklungsplan nach Wolfenbütteler Vorbild für die Stadtbibliothek.

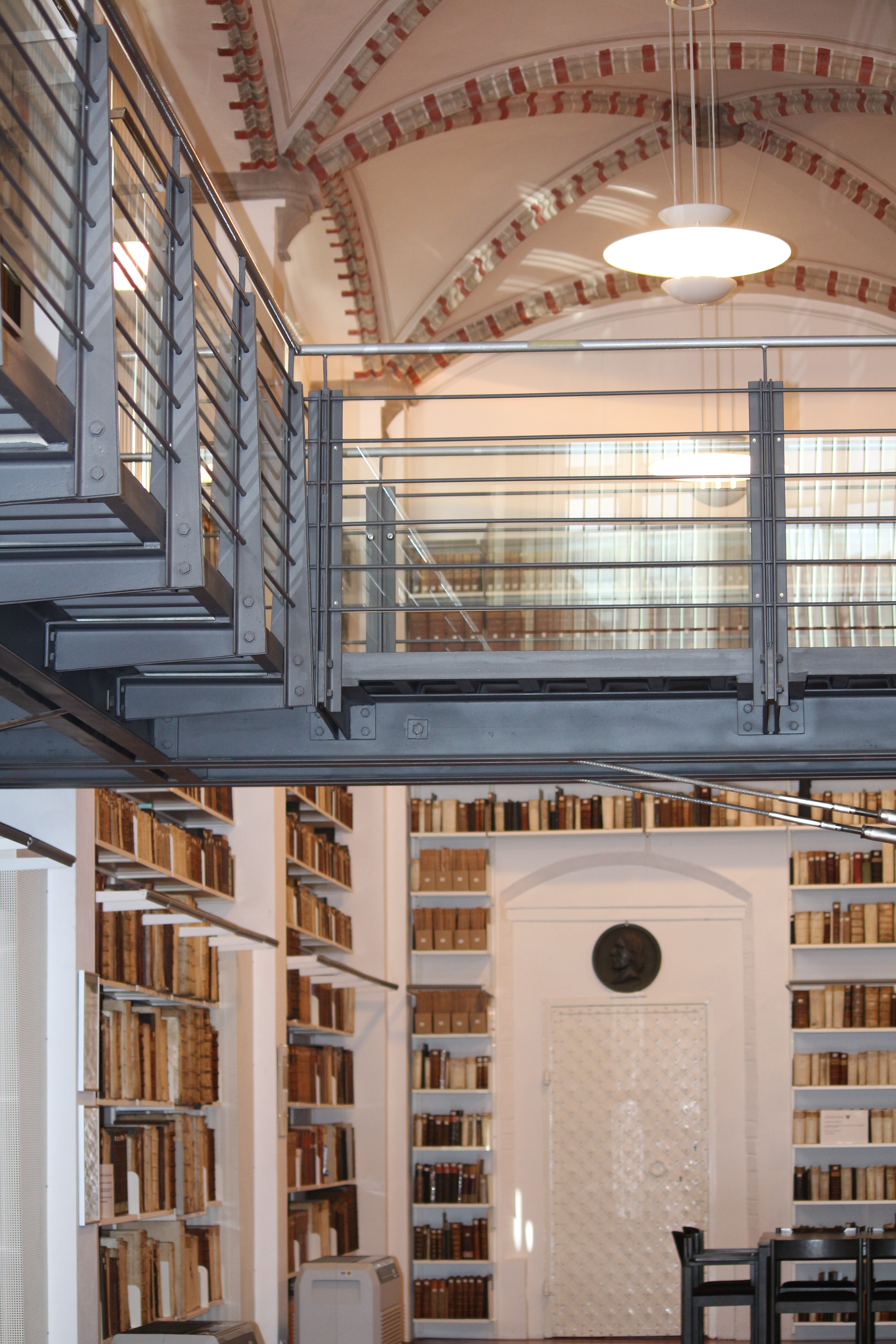
Unter Fligges Leitung wiederhergestellt: der Mantelssaal der Stadtbibliothek Lübeck

Unter seiner Leitung rückte der reichhaltige wissenschaftliche Altbestand wieder ins Blickfeld, und Fligge sorgte für die Restaurierung der historischen Bibliotheksräume. 1992 war er gemeinsam mit seinem Stellvertreter Robert Schweitzer Mitbegründer der Bibliotheca Baltica, einer Arbeitsgemeinschaft der Bibliotheken des Ostseeraumes. Hier wirkte er mehrere Jahre als Vorstandsmitglied mit.
Die zahlreichen Veröffentlichungen Fligges befassen sich inhaltlich primär mit dem Bibliothekswesen und der in Lübeck bedeutsamen Frage der Restitution von kriegsbedingt verlagerten und verschleppten Bibliotheksbeständen aus Osteuropa. Im Sammelband Stadt und Bibliothek (1997) lieferte er, so die Rezension in der FAZ, „einen bemerkenswerten Überblick über das Bibliothekswesen der Thomas-Mann-Stadt Lübeck, der als beispielhaft für die Entwicklung in so mancher Stadt im Deutschen Reich gelten darf“. Fligge wurde 1993 in die Deutsch-Russische Expertenkommission für Restitution und Kooperation (für das Bibliothekswesen) berufen, deren Tätigkeit später aufgrund der Duma-Gesetzgebung eingestellt wurde. Sven Kuttner hebt in seiner Rezension zu dem Sammelband Westöstliche Bande (2011) im Hinblick auf Fligges Beitrag zur Verlagerung von Buchbeständen durch die Rote Armee dessen Einsicht hervor: „... sein Fazit besticht durch einen bewundernswerten, von Lebensweisheit gespeisten Realitätssinn“. Immerhin gab es dann doch Rückgaben seitens der Länder Armenien und Georgien, unter denen sich auch bedeutende Stücke zur städtischen Identität Lübecks befanden.
Seit 2006 widmete sich Fligge Studien der Bildungs- und Kulturgeschichte in der NS-Zeit, vor allem in Lübeck.

## Schriften (Auswahl)
- Bibliographie  bei Regesta imperii im RI-Opac

### Monographien
- Herzog Albrecht von Preussen und der Osiandrismus, 1522–1568. Dissertation. Univ., Philos. Fak., Bonn 1972.
- Universitätsbibliothek Duisburg. Benutzungsführer. 3., neu bearb. Auflage. Duisburg 1981. (Redaktion: J. Fligge, Titelbild: Heide Hesse, Fotos: Bruno Berheide.)
- Deutsches Bibliotheksinstitut. Kommission des Deutschen Bibliotheksinstituts für audiovisuelle Medien: Einsatz von AV-Medien bei Staats-, Landes- und Hochschulbibliotheken.  Auswertung einer  Umfrage 1982. J. Fligge. Berlin, Redaktion 1983.
- Stadtbibliothek Duisburg. 8. Duisburger Akzente 1984. Ist die Zukunft noch zu retten? Sachliteratur. Auswahlverzeichnis. Redaktion und Vorwort: J. Fligge.
- Stadtbibliothek Duisburg. 9. Duisburger Akzente 1985. Italien – Sehnsucht und Wirklichkeit. Sachliteratur. Auswahlverzeichnis. Redaktion und Vorwort: J. Fligge. Duisburg 1985.
- Frühe Drucke aus Italien. Ausstellungskatalog (= Duisburger Akzente. Band 9). Stadtbibliothek, Duisburg 1985, ISBN 3-923576-06-4.
- Stadtbibliothek Duisburg. 10. Duisburger Akzente 1986. Man ist Frau. Sachliteratur, Auswahlverzeichnis. Redaktion und Vorwort: J. Fligge.
- Die Sammlung Unger in der Stadtbibliothek. 12. Duisburger Akzente 1988: Dokumentation zu Wilhelm Unger und seiner Bibliothek. Hrsg. Stadt Duisburg. Der Oberstadtdirektor – Stadtbibliothek 1988. Redaktion, Vorwort, Mitarb.: J. Fligge.
- Stadtbibliothek Duisburg. 13. Duisburger Akzente 1989. Revolution. Freiheit – Gleichheit – Brüderlichkeit. Der Traum seit 1789. Literaturverzeichnis der Stadtbibliothek. Redaktion und Einleitungsaufsatz: J. Fligge. Duisburg 1989.
- Buchstädte – Buchstaben – Buchmacher in Europa. Berühmte Druckereien und Verlage seit Beginn des Buchdrucks bis ca. 1800. Ausstellung vom 23.4. – 25.5.1990. Ausstellungsbegleitheft. Text: J. Fligge unter Mitarb. von Wolfgang Kowalski. Stadt Duisburg, Stadtbibliothek 1990.
- Kalender 1991. Das Buch als Kunstwerk im Wandel der Jahrhunderte. Aus dem Bestand der Stadtbibliothek Duisburg. Fotografiert von Britta Lauer, Text und Konzeption: J. Fligge. Stadt Duisburg 1990/91.
- Bibliotheksentwicklungsplan für die Stadtbibliothek Lübeck. Amt für Kultur, Lübeck 1992, DNB 921459009.
- Frauen um Goethe: viele Bücher und ein unendliches Thema. Vortrag. (= Veröffentlichungen der Stadtbibliothek Lübeck. Reihe 3, Band 48: Vorträge). Bibliothek der Hansestadt Lübeck, Lübeck 2005, ISBN 3-933652-24-3.
- Großherzog Carl August von Sachsen-Weimar-Eisenach und Goethe: eine Lebensfreundschaft mit Höhen und Tiefen. Vortrag. (= Veröffentlichungen der Stadtbibliothek Lübeck. Reihe 3, Band 55: Vorträge). Bibliothek der Hansestadt Lübeck, Lübeck 2007, ISBN 978-3-933652-26-3.
- Lübecker Schulen im „Dritten Reich“: eine Studie zum Bildungswesen in der NS-Zeit im Kontext der Entwicklung im Reichsgebiet. Schmidt-Römhild, Lübeck 2014, ISBN 978-3-7950-5214-0.
- Schöne Lübecker Theaterwelt". Das Stadttheater in den Jahren der NS-Diktatur. Schmidt-Römhild, Lübeck 2018, ISBN 978-3-7950-5244-7.

### Herausgeberschaften
- mit Robert Schweitzer: Bibliotheca Baltica. Symposium vom 15. bis 17. Juni 1992 in der Bibliothek der Hansestadt Lübeck im Rahmen der Initiative ARS BALTICA 1992. (= Beiträge zur Bibliothekstheorie und Bibliotheksgeschichte. Band 10). Saur u. a., München 1994, ISBN 3-598-22177-0.
- Stadt und Bibliothek. Literaturversorgung als kommunale Aufgabe im Kaiserreich und in der Weimarer Republik. (= Wolfenbütteler Schriften zur Geschichte des Buchwesens. 25). Harrassowitz, Wiesbaden 1996, ISBN 3-447-03885-3.
- Die wissenschaftliche Stadtbibliothek und die Entwicklung kommunaler Bibliotheksstrukturen in Europa seit 1945. (= Wolfenbütteler Schriften zur Geschichte des Buchwesens. Band 34). Harrassowitz, Wiesbaden 2001, ISBN 3-447-04406-3.
- mit Georg Ruppelt: West-östliche Bande. Erinnerungen an interdeutsche Bibliothekskontakte. Mit einem Exkurs Rückgaben von kriegsbedingt verlagertem Kulturgut. von Jörg Fligge. Klostermann, Frankfurt am Main 2011, ISBN 978-3-465-03700-2.